# Geolycosa kijabica
Geolycosa kijabica este o specie de păianjeni din genul Geolycosa, familia Lycosidae. A fost descrisă pentru prima dată de Strand, 1916. Conform Catalogue of Life specia Geolycosa kijabica nu are subspecii cunoscute.